# Forcepsioneura lucia
Forcepsioneura lucia – gatunek ważki z rodziny łątkowatych (Coenagrionidae). Znany tylko z dwóch stanowisk w południowo-wschodniej Brazylii – w stanach Minas Gerais i Espírito Santo.